# Pashmina

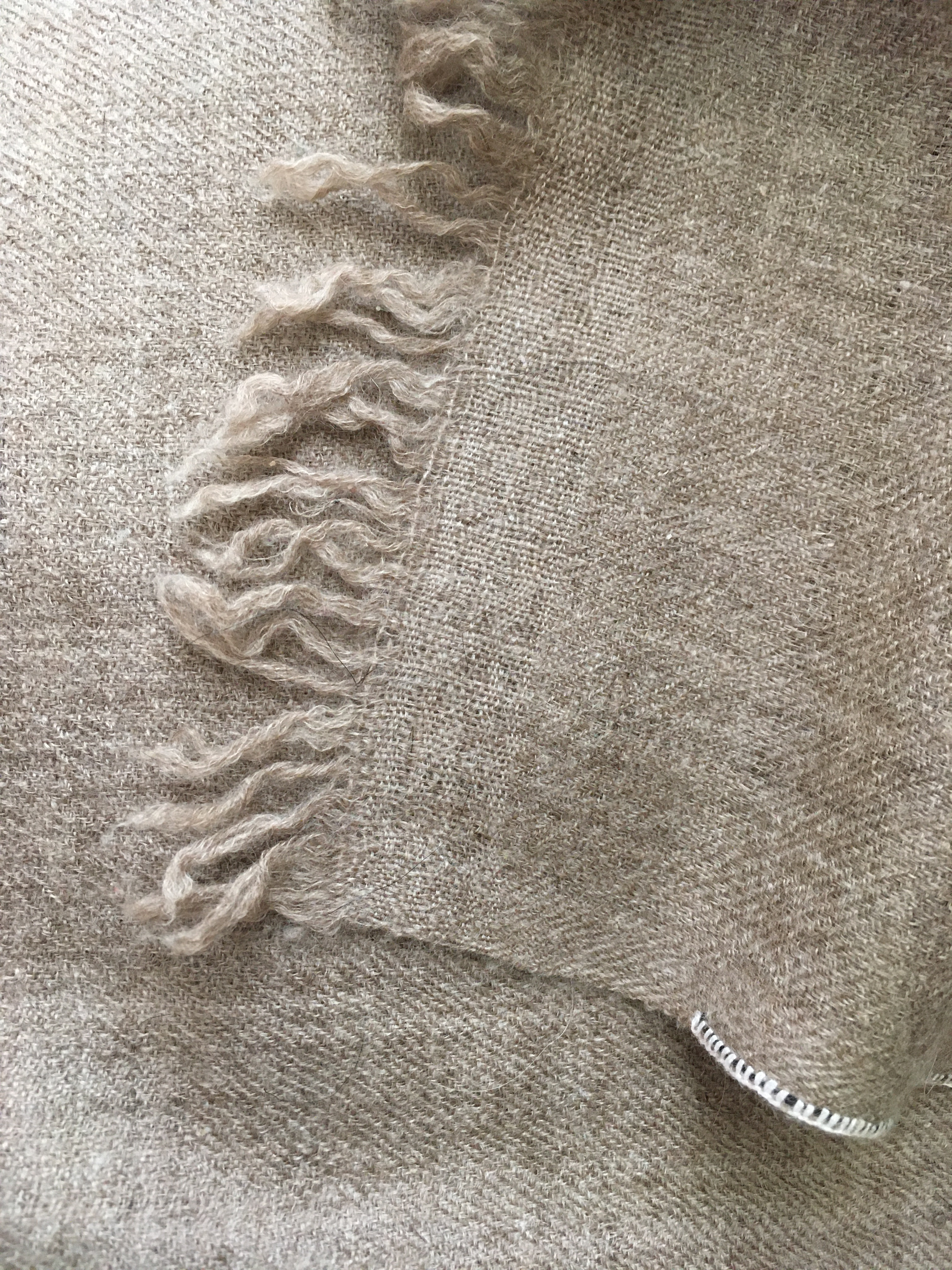
Handgeweven pashmina-sjaal in Srinagar, Kasjmir.

Pashmina is een textielvezel die verkregen wordt uit de donzige ondervacht van Himalaya kasjmiergeiten. In de volksmond kan pashmina zowel verwijzen naar de stof als naar de sjaal die ervan gemaakt wordt. De term pashmina komt van het Perzisch: پشمينه (pashmina) betekent wollen of wollen doek, dit woord is afgeleid van پشم (pashm) wat wol betekent: maar in Kashmir verwijst pashm specifiek naar het ruwe dons van changthangi geiten. Zowel pashmina als gewoon kasjmier zijn afkomstig van het dons van de Capra hircus laniger geit, maar pashmina is afkomstig van een bijzondere ondersoort van de geit, de changthangi geit, die in een specifiek geografisch milieu, de Himalaya, een uitzonderlijk fijne kasjmiervezel produceert van 12 tot 16  μm in doorsnee, tegenover 12 tot 19 μm voor kasjmier in het algemeen.
"Alle pashmina is kasjmier, maar niet alle kasjmier is pashmina".
Tegenwoordig wordt pashmina in India in Ladakh in zeer beperkte hoeveelheden geproduceerd: 0,5% van de wereldproduktie van kasjmier, tegen 70% voor China, het leidende land in de sector, dat kasjmier produceert met een diameter van 14,5 tot 19 μm.
Pashmina vezel wordt vooral gebruikt om in India in de regio Kashmir op traditionele ambachtelijke wijze shawls te maken - van het Perzische shâl. Deze sjaals hebben de streek beroemd gemaakt sinds de 15de eeuw.

## Geschiedenis

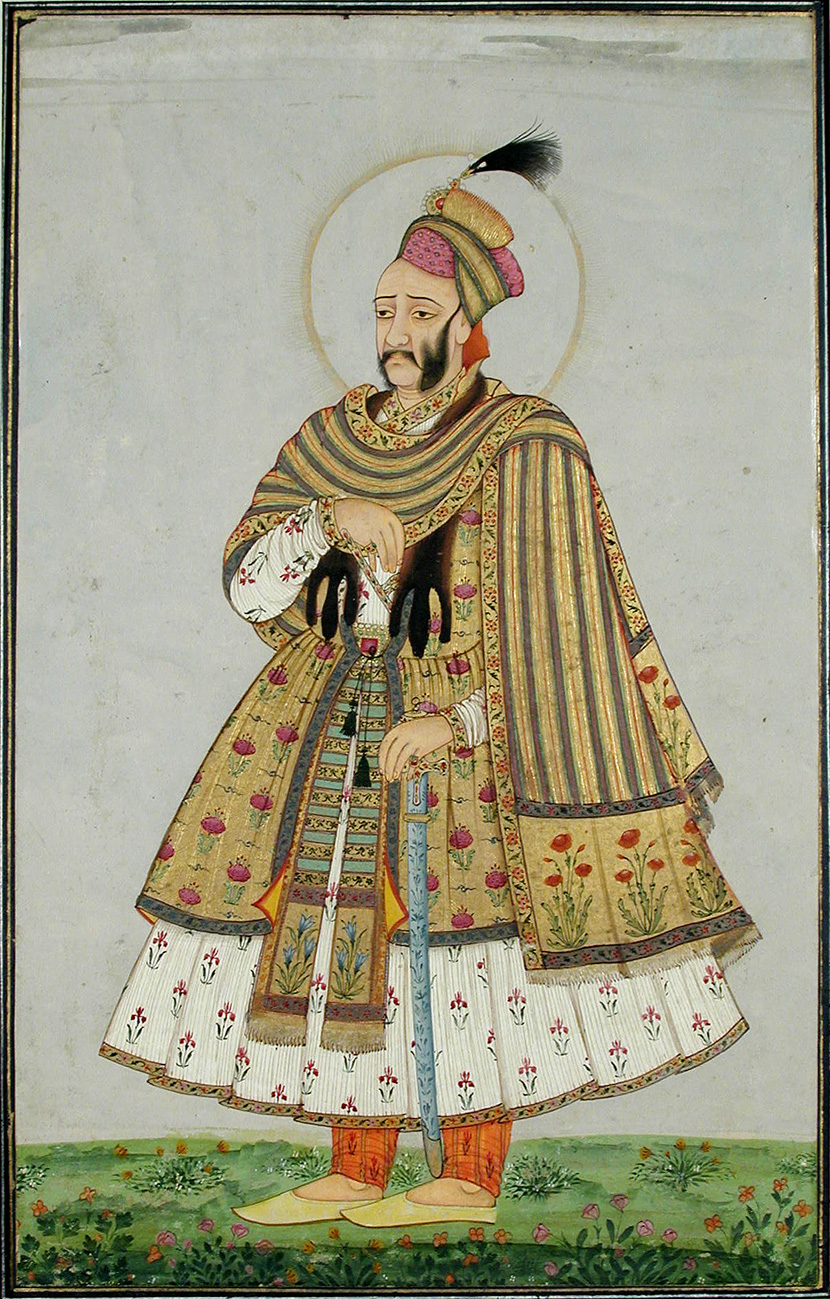
Mughal hoogwaardigheidsbekleder die een pashmina sjaal draagt - circa 1700

Pashmina is de voorouder van kasjmier: de oorsprong ervan is heel oud en gaat terug tot de oudheid. Fragmenten van stof die gevonden zijn in gecorrodeerde koperen artefacten in Harappa uit de Indus Vallei beschaving worden bestudeerd en de uiterst fijne vezels lijken op pashmina en shahtoosh. De eerste bekende gegevens over een gevestigde sjaalweverij dateren uit de 11e eeuw na Christus, maar pas in de 15e eeuw kwam onder het beschermheerschap van Sultan Zain-ul-Abidin de pashmina sjaalindustrie op gang. Tijdens de Mughal periode werd de pashmina sjaal uit Kashmir inderdaad een merkteken van rang en adel. In 1526 stichtte Babur het Mughal Rijk in India en stelde de gewoonte in om khil'at (of "eregewaden", meestal van dure stof) aan leden van zijn hof te geven als teken van koninklijke gunst, beloning voor dienst, of als diplomatiek geschenk. In de tijd van Babur's kleinzoon Akbar werd een paar pashmina sjaals een vast onderdeel van de khil'at ceremonies en deze traditie werd een van de belangrijkste drijfveren van de Kashmiri sjaalindustrie. Tegen de 18de eeuw was de pashmina sjaal een ingeburgerd luxe handwerk in Kashmir: in Iran beoefenden de Safavid, Zand en Qajar keizers ook khil'at en droegen ze Kashmiri sjaals, terwijl de Britten in koloniaal India gecharmeerd raakten van de praktijk. Zo arriveerde de pashmina sjaal aan het eind van de 18e eeuw in Engeland en de vezel zelf werd door het Westen hernoemd naar de streek van herkomst van de sjaal: kasjmier. Na de Egyptische veldtocht brachten Napoleon en zijn gevolg veel sjaals mee terug naar Frankrijk en Josephine, de toekomstige keizerin, raakte gefascineerd door dit kledingstuk en het materiaal ervan: er wordt gezegd dat ze wel 400 sjaals bezat! Ze lanceerde de mode, die zich als een lopend vuurtje over Europa verspreidde en tot 1870 standhield. Begeerde voorwerpen, favoriete huwelijksgeschenken van de aristocratie, wekten ze een waanzinnige hartstocht op, die soms bespot werd door de schrijvers van die tijd, en dienden als markering van sociale klasse zowel als kostbaar erfgoed waarvan de waarde niet devalueerde. De Frans-Pruisische oorlog van 1870 luidde de doodsteek van deze gouden eeuw voor de Kashmiri handwerkslieden, die een economische recessie en hongersnood meemaakten, terwijl de meesten van hen gedwongen werden zich om te scholen. In de loop van de 20e eeuw paste de pashmina-industrie zich aan, concentreerde zich op de plaatselijke Indiase markt waar ze haar status als sociaal merkteken nog niet verloren had, voordat ze in de jaren 1990 in het Westen weer aan populariteit won.

## Productie
De pashmina changthangi geiten, die in India door nomadische changpa's worden grootgebracht, leven in de hooglanden van de Himalaya in Ladakh op hoogten tussen 4000 en 6000 m. In het voorjaar, wanneer ze op natuurlijke wijze hun isolerende ondervacht verliezen die ze hebben aangemaakt om de wintertemperaturen tot -40°C te doorstaan, worden ze met de hand gekamd (niet geschoren) om het "pashm" dons te oogsten, waarvan de kwaliteit wordt beoordeeld aan de hand van drie criteria: de lengte, de diameter van de vezel en de kleur.
Volgens verschillende studies heeft de changthangi pashmina vezel een diameter van 12 tot 14 μm en een lengte van 4 tot 7 cm, waarmee hij tot de fijnste vezels ter wereld gerekend wordt. Ter vergelijking geeft de fabrikant Loro Piana, een referentie op het gebied van luxe vezels, de volgende gegevens: 15,5 μm voor kasjmier, 13,5 μm voor baby kasjmier, 12,5 μm voor vicuna. De enige fijnere natuurlijke vezel is toosh, het dons van de Tibetaanse antilope, dat tussen 9 en 12 μm meet. Deze vezel werd vroeger gebruikt in de Kashmir sjaalindustrie voor het maken van shahtooshs, die nu verboden zijn ter bescherming van de soort, die sinds 1979 op bijlage 1 van CITES staat.
Een geit produceert ongeveer 200-300g ruw dons, dat van onzuiverheden moet worden ontdaan: de uiteindelijke hoeveelheid bruikbaar dons wordt gereduceerd tot 35% van het oorspronkelijke gewicht.
De ruwe pashmina wordt uitgevoerd naar de naburige Kashmir vallei waar er handgemaakte sjaals van gemaakt worden. Het belangrijkste productiecentrum voor pashmina sjaals ligt in het oude deel van de stad Srinagar. Alle stadia van het schoonmaken (verwijderen van onzuiverheden en beschermharen, uitlijnen van de vezels), spinnen, weven, verven, borduren en afwerken worden traditioneel met de hand gedaan door bekwame handwerkslieden. Door de fijnheid van de vezel kan hij alleen met de hand geweven worden en niet met industriële machines. Sommige geborduurde sjaals kunnen meer dan een jaar in beslag nemen. Pashmina's staan bekend om hun "fijnheid, warmte, zachtheid, begeerlijke esthetische waarde, elegantie en tijdloosheid in de mode".
India produceert 40 tot 50 ton pashmina per jaar, minder dan 1% van de wereldproduktie van kasjmier. Ter vergelijking: China is de belangrijkste kasjmierproducent met een aandeel van 70%, gevolgd door Mongolië met 20%.

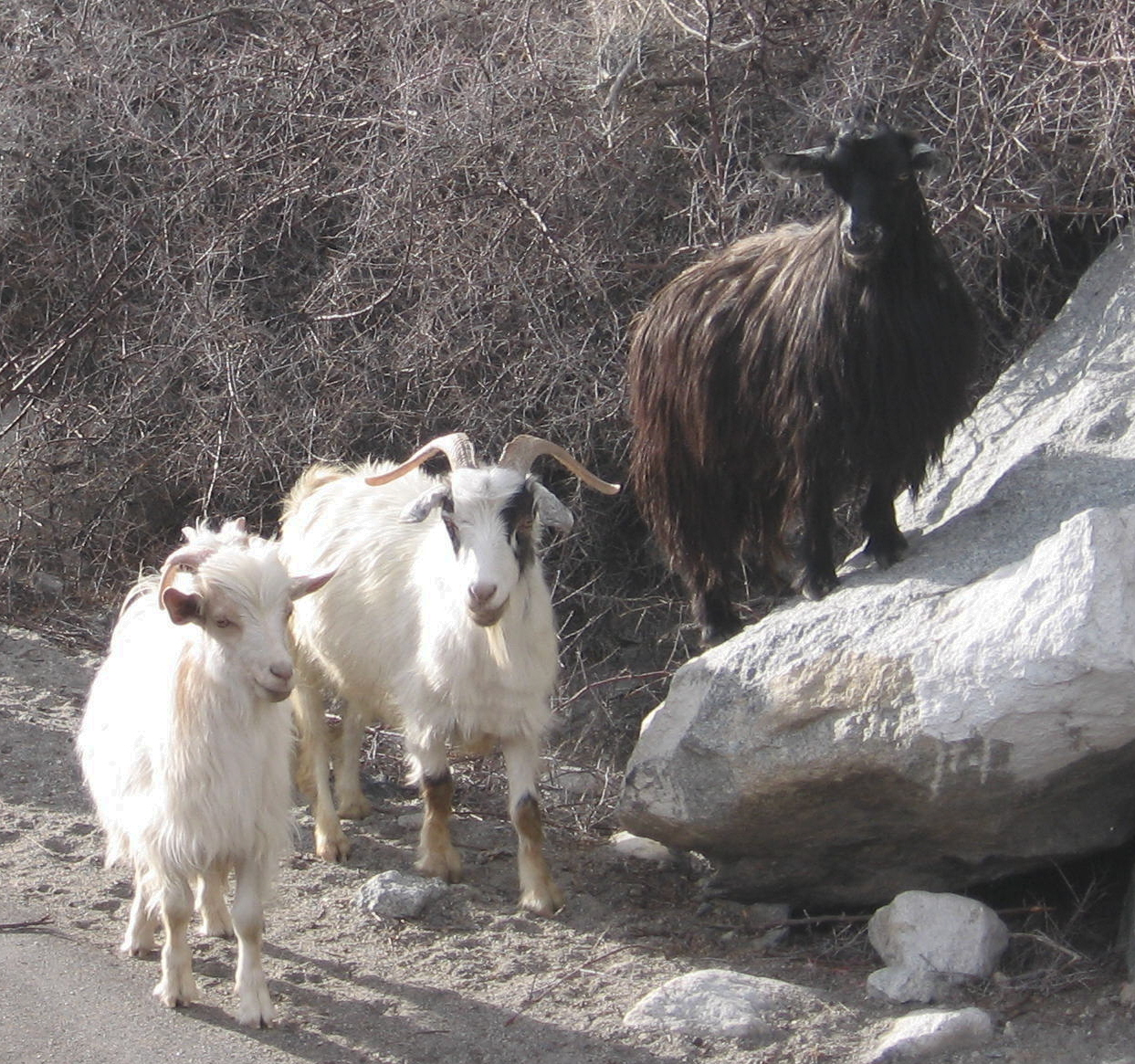
Pashmina changthangi geiten in Ladakh
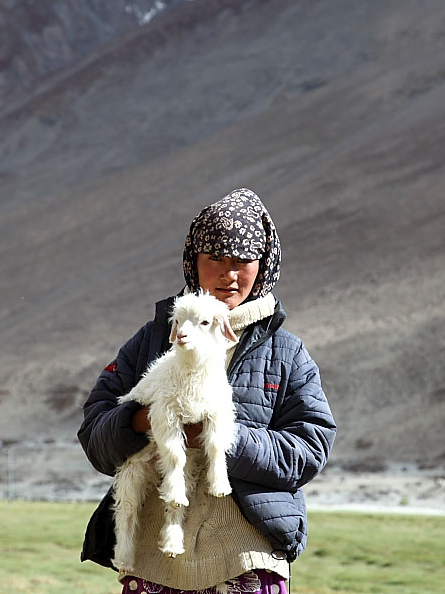
Nomadische changpa in Ladakh met een pashmina geit
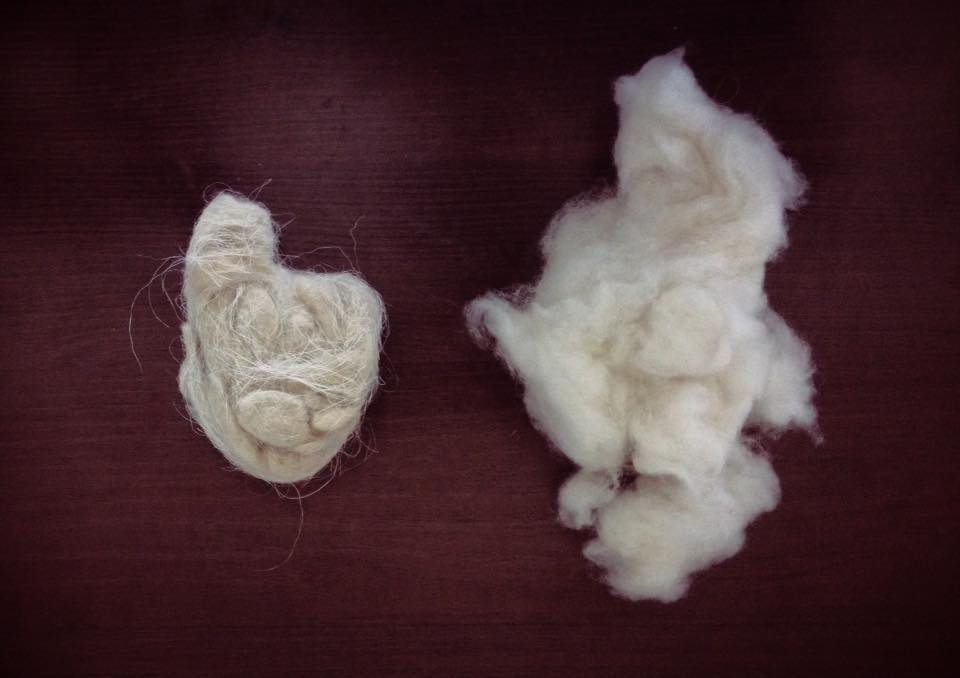
Ruw en gereinigd pashmina dons: de vezel meet 12,8 μm
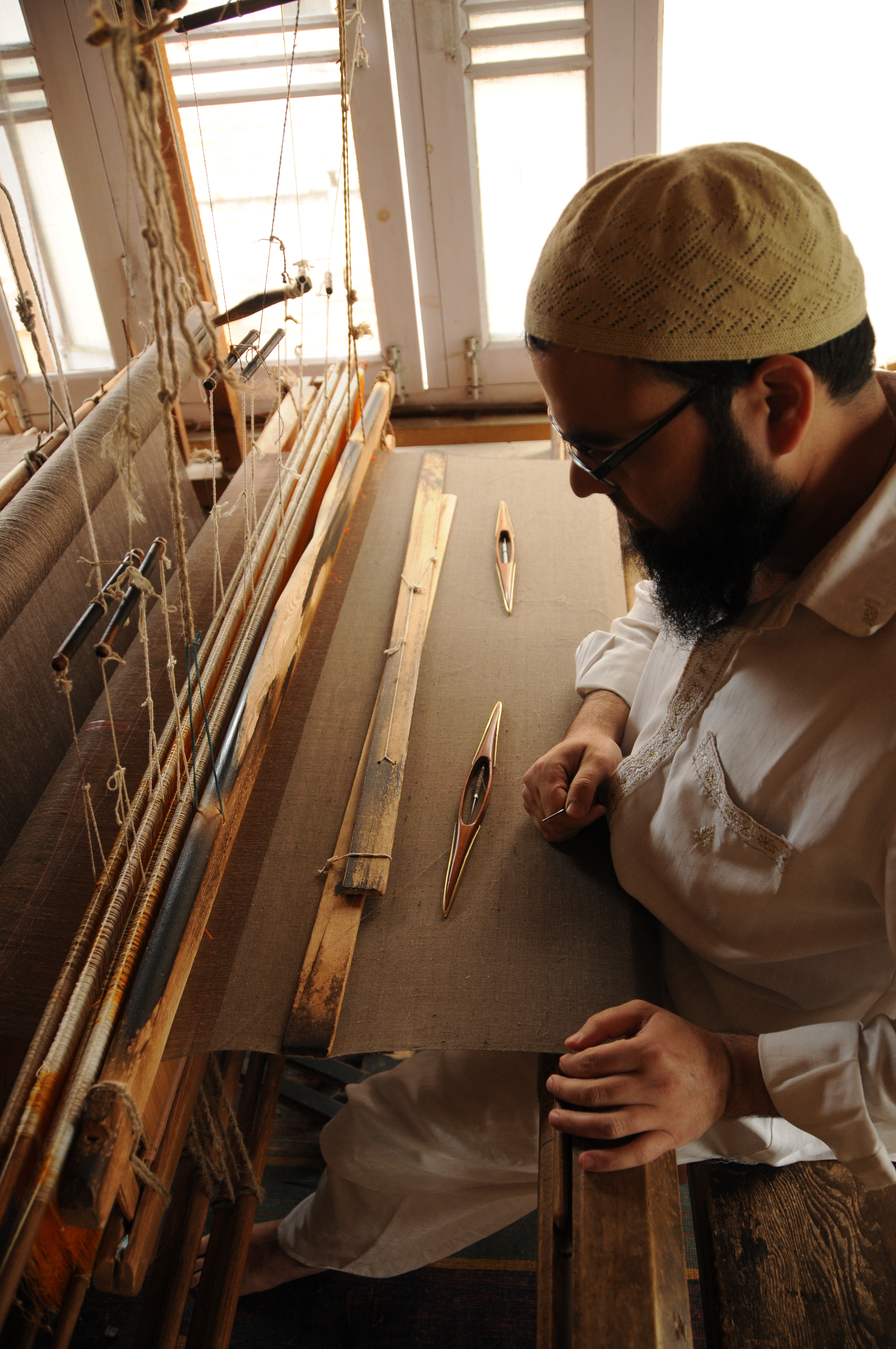
Pashmina weven in Srinagar
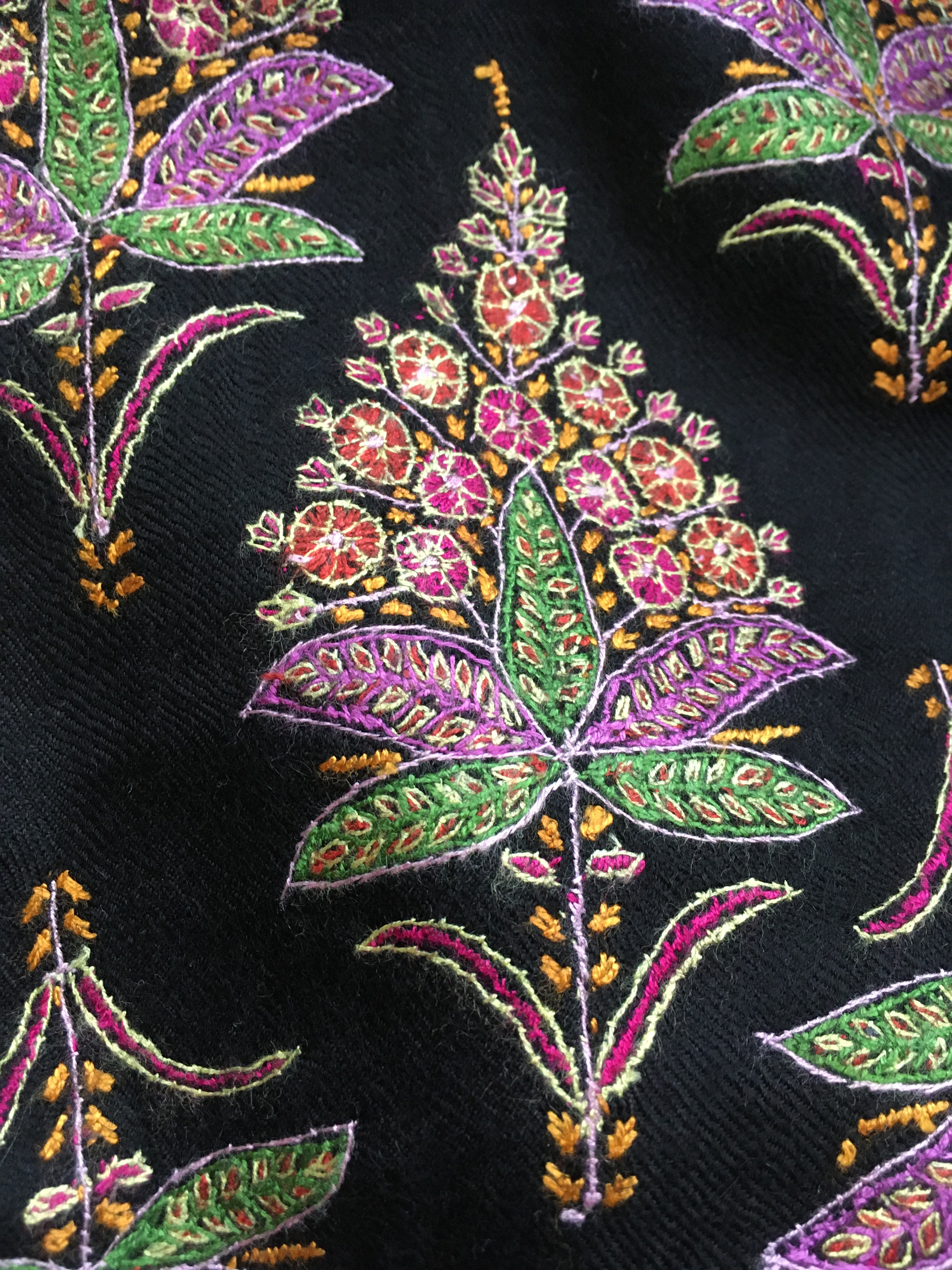
Boteh bloem op een handgemaakte geborduurde Pashmina

## Vervalsingen en etikettering
Pashmina is het Indiase woord voor "kasjmier", maar het is niet wettelijk geregistreerd in de internationale classificatie als een specifiek textielmateriaal. Daarom moet pashmina als "kasjmier" geëtiketteerd worden.
Tegenwoordig wordt de term "pashmina" lukraak gebruikt, en veel sjaals van verschillende vezels, zowel natuurlijke als synthetische, worden onder de naam "pashmina" verkocht, wat verwarring op de markt schept. Deze verwarring schijnt in de jaren 1990 ontstaan te zijn, toen Nepalese fabrikanten deze eeuwenoude Indiase term herclaimden om hun effen franjestola's in kasjmier/zijde op de markt te brengen, en daarna in elk ander materiaal. Omdat de prijs van een authentieke pashmina sjaal noodzakelijkerwijs hoog is, door de kosten van een zeldzame en dure grondstof, en het tijdrovende handwerk dat nodig is om hem te maken, overspoelen goedkope, geïndustrialiseerde vervalsingen de markt. Sommige sjaals die als pashmina op de markt gebracht worden, bevatten in werkelijkheid fijne lamswol die mechanisch geweven is en daarna behandeld is met kationische verzachter op basis van siliconen, terwijl kunstmatige stoffen zoals viscose of andere als "pashmina" verkocht worden met deftige marketingnamen als "echte viscose pashmina".
Om deze vervalsingen te bestrijden is in India een certificeringslabel voor beschermde geografische aanduidingen voor traditionele kunstnijverheid in het leven geroepen: de Kashmir Pashmina GI. Dit label, dat in 2005 werd gecreëerd, garandeert dat een product
- gemaakt van 100% pashm vezels, verkregen uit het dons van de Capra hircus geit, met een diameter van minder dan 16 μm,
- met de hand gesponnen,
- handgeweven door handwerkslieden in de staat Jammu en Kashmir[18].

De stukken worden door het laboratorium van het Pashmina Test- en Kwaliteitscertificeringscentrum (PTQCC) getest volgens 4 criteria: de herkomst van de vezel, de fijnheid, het spinnen en het weven, en daarna individueel gemerkt met een gestandaardiseerd etiket van 2,5 cm dat met unieke identificatiegegevens op zijn plaats wordt geplakt. Opgemerkt moet worden dat dit label alleen betrekking heeft op pashmina die op de traditionele manier met de hand gesponnen wordt, een praktijk die tegenwoordig grotendeels in de minderheid is.
We kunnen ook wijzen op een vereniging van Nepalese producenten, de NPIA, die in 2011 een handelsmerk registreerde voor de plaatselijke productie: de chyangra pashmina™. Om het logo te mogen gebruiken, moet het product aan bepaalde voorwaarden voldoen:
- in Nepal volgens bepaalde normen gemaakt,
- gemaakt van het dons van de Himalaya chyangra geit "en vezels van soortgelijke kwaliteit",
- de vezel mag niet meer dan 17 μm in doorsnee zijn,
- het garen moet minimaal 97% pashmina bevatten,
- of wanneer gemengd met andere vezels, 51% pashmina[21].

Het land schijnt echter niet over een laboratorium te beschikken dat de voorwerpen kan testen. Het is ook belangrijk erop te wijzen dat dit logo geen garantie is voor de Nepalese herkomst van het garen, want 90% van het kasjmier dat de Nepalese industrie gebruikt komt uit China, terwijl volgens Shankar Prasad Pandey, voormalig voorzitter van de NPIA, de nationale productie van chyangra pashmina slechts 2% bijdraagt aan de in het land gebruikte grondstof. Nepal produceert wel pashmina in de districten Mustang, Manang, Dolpa en Humla, maar omdat er geen verwerkingsfabriek in het land is, wordt de produktie niet gevaloriseerd, maar in ruwe vorm aan het Chinese buurland verkocht. In de Nepalese textielproductie wordt Chinees kasjmier gebruikt en geen Nepalese pashmina. De Nepalese regering is van plan de industrie te ontwikkelen en de kwekers ervan op te leiden.

## Notities en referenties
1. ↑  (en) cashmere | animal fibre | Britannica. www.britannica.com. Geraadpleegd op 4 september 2022.
2. 1 2  (en) Skarratt, Ben; Scarlett Mansfield, and Professor Christopher McKenna, University of Oxford, "From India to Europe: The Production of the Kashmir Shawl and the Spread of the Paisley Motif" (pdf), 2018.
3. ↑  (en) CCMI DEFINITION OF CASHMERE, FINE AND SUPERFINE WOOL. www.cashmere.org. Geraadpleegd op 4 september 2022.
4. 1 2 3 4 5  (en) Janet Rizvi, Monisha Ahmed (2009). Pashmina: The Kashmir Shawl and Beyond. Marg Foundation,. ISBN 9788185026909.
5. 1 2  (en) Shakyawar, D B, A S M Raja, Ajay Kumar, P K Pareek & S A Wani  (2013). Pashmina fibre - Production, characteristics, utilisation. Indian Journal of Fibre & Textile Research
6. 1 2  (en) Nazir A. Bumla , Maria A , Sarfaraz A Wani  and Showkeen M Bashir, "Physical Properties of Pashmina Fiber – A Review" (pdf), 2015.
7. 1 2 3  (en) Yaqoob, Ishrat; Asif H Sofi, Sarfaraz A Wani, FD Sheikh & Nazir A Bumla, "Pashmina shawl - A traditional way of making in Kashmir", 2012.
8. ↑  (en) Jonathan Mark Kenoyer, "Ancient Textiles of the Indus Valley Region" (pdf), 2004.
9. ↑  (en) Michelle Maskiell, "Consuming Kashmir: Shawls and Empires, 1500-2000", 2002.
10. ↑  (en) Monique Lévi-Strauss (2013). Cashmere: A French Passion, 1800-1880. Thames & Hudson Ltd. ISBN 978-0500517123.
11. ↑  (en) Khan Phan, "Microscopic characteristics of shahtoosh and its differentiation from cashmere/pashmina" (pdf), 2000.
12. ↑  (en) Conservation of and control of trade in the Tibetan antelope (pdf). CITES Resolution Conf. 11.8 (Rev. CoP13).
13. ↑  (en) Mushtaque Basheer Barq, "Luxurious fibre called Pashmina, its history, trade and modern challenges" (pdf).
14. ↑  (en) Threading Your Way Through the Labeling Requirements Under the Textile and Wool Acts. Federal Trade Commission (2 juli 2014). Geraadpleegd op 4 september 2022.
15. ↑  Verordening (EU) nr. 1007/2011 van het Europees Parlement en de Raad van 27 september 2011 betreffende textielvezelbenamingen en de desbetreffende etikettering en merking van de vezelsamenstelling van textielproducten, en houdende intrekking van Richtlijn 73/44/EEG van de Raad en Richtlijnen 96/73/EG en 2008/121/EG van het Europees Parlement en de Raad
16. ↑  (en) L. Ammayappan, D.B. Shakyawar,  D. Krofa, P.K. Pareek and G. Basueek, "Value addition of Pashmina products : present status and future perspectives-a review", 2011.
17. ↑  (en) GI - Intellectual property India - Government of India, KASHMIR PASHMINA GI. Ipindia.gov.in.
18. ↑  (en) "Quality Manual for Enforcement of Kashmir Pashmina GI" (pdf). Gearchiveerd op 21 juni 2021. Geraadpleegd op 21 september 2022.
19. ↑  (en) KashmirPashmina | Secure-GA. www.kashmirpashmina.secure-ga.com. Geraadpleegd op 4 september 2022.
20. 1 2  (en) Corinne Prevot, "Pulling the Cash From Cashmere: Reviving Nepal's Pashmina", 1er octobre 2011.
21. ↑  (en) Chyangra Pashmina : Cashmere Highest Grade Products | Cashmere Highest Grade Products. chyangrapashmina.com. Geraadpleegd op 4 september 2022.
22. ↑  (en) Nepal to launch project to help farmers raise goats for pashmina wool | | YnFx (pdf). Geraadpleegd op 4 september 2022.
23. ↑  (en) Ayam Shrestha, Processing center sought to reduce pashmina wool imports. My Republica. Geraadpleegd op 4 september 2022.
24. ↑  (en) Plan to set up pashmina wool processing centres in limbo. kathmandupost.com. Geraadpleegd op 4 september 2022.